# Robert Merle

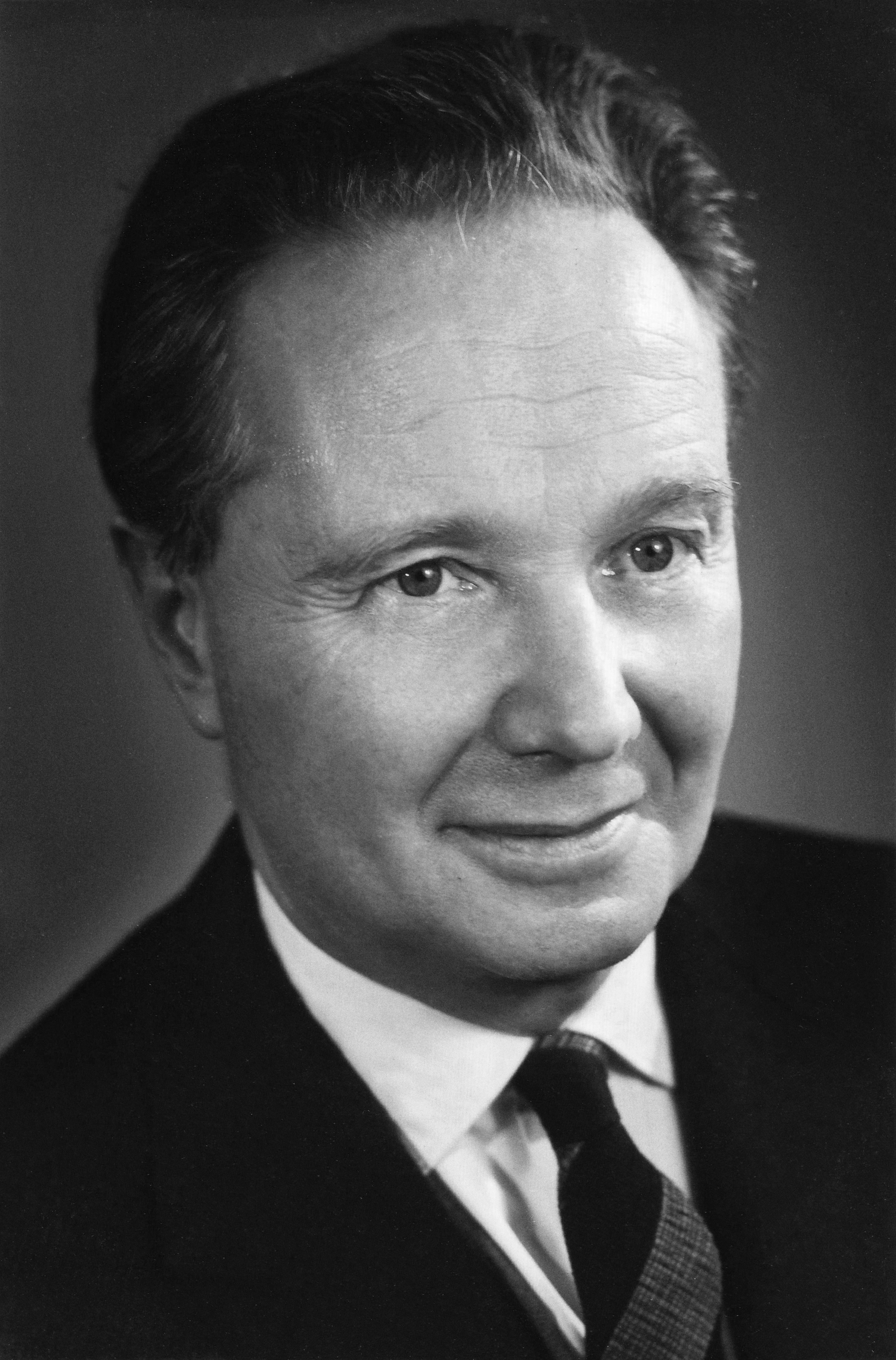
Robert Merle (1964)

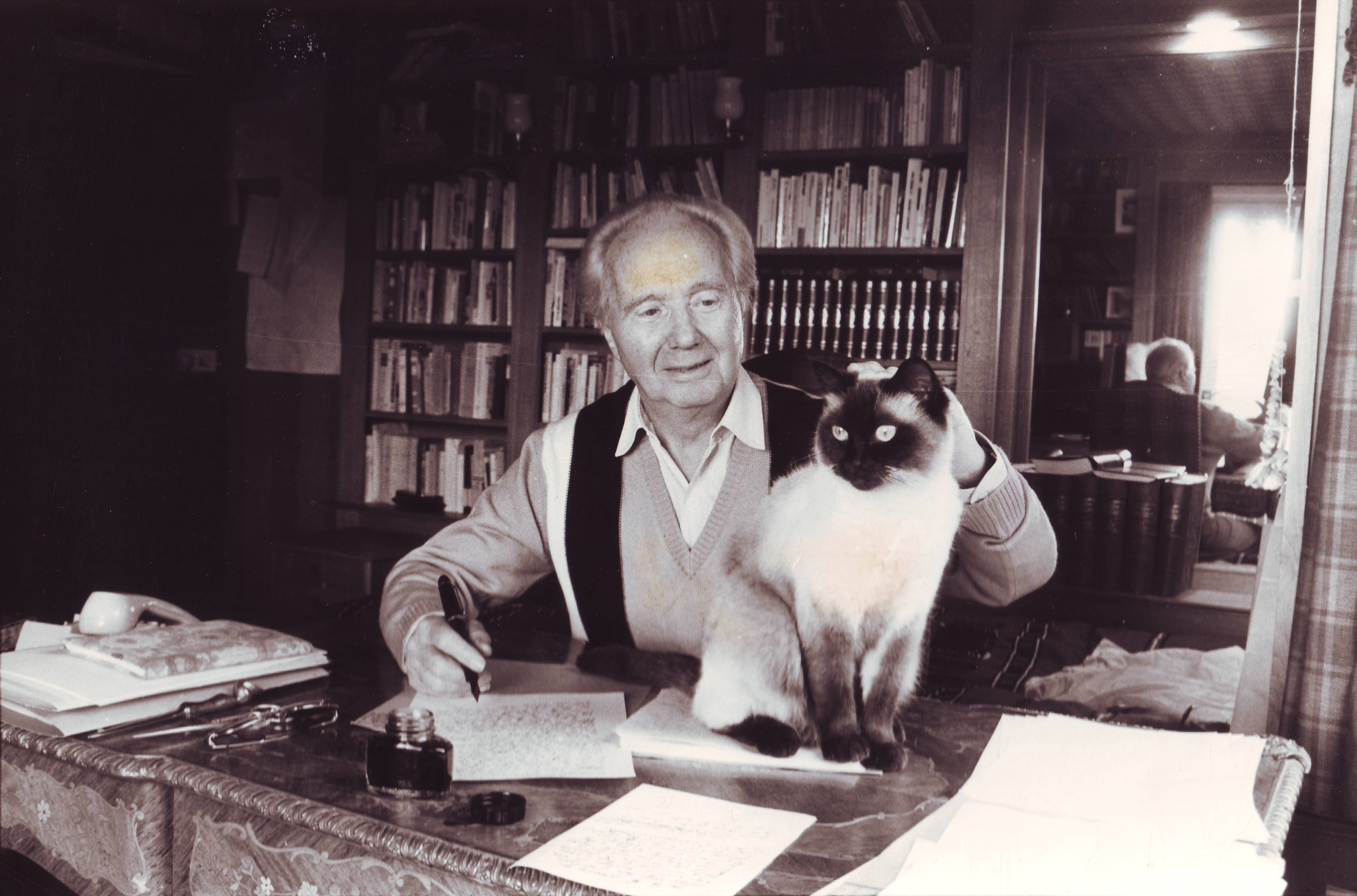
Robert Merle (1985)

Robert Merle (* 28. August 1908 in Tebessa, Algerien; † 28. März 2004 in Paris) war ein französischer Romancier. Einer breiten Öffentlichkeit wurde er 1972 durch seinen Roman Malevil bekannt, der die Folgen eines Atomkrieges zum Thema hat. Daneben schrieb Merle auch eine Biografie des kubanischen Revolutionsführers Fidel Castro und Theaterstücke.

## Leben
Merle wurde am 28. August 1908 in Tebessa, im damals französischen Algerien, als Sohn eines Offiziers geboren und zog 1918 nach Frankreich. Nach einem Schulabschluss begann er in Paris Anglistik zu studieren. 1940 kämpfte Merle in der Schlacht um Dünkirchen und geriet in deutsche Kriegsgefangenschaft (bis 1943). Nach Kriegsende beendete er sein Studium in Paris (1948 Promotion über Oscar Wilde) und nahm anschließend, im Jahre 1950, einen Ruf an die Universität Rennes am Lehrstuhl für englische Sprache und Literatur an. Als Professor für Anglistik war er kurz an der Universität von Algier tätig und ab 1967 dann in Nanterre.
Sein Lehrauftrag geriet gegenüber der schriftstellerischen Arbeit immer mehr in den Hintergrund. Ab 1977 schrieb er kontinuierlich bis an sein Lebensende an seinem Zyklus Fortune de France. Im Alter von 95 Jahren starb Robert Merle am 28. März 2004 in seinem Haus bei Paris an einem Herzinfarkt. Von 1974 bis zum sowjetischen Einmarsch in Afghanistan 1979 war Merle Mitglied der Kommunistischen Partei Frankreichs. Aus Anlass des 100. Geburtstags von Robert Merle hat sein Sohn Pierre eine Biografie über seinen Vater geschrieben.

## Werke
Viele seiner literarischen Themen orientierten sich an geschichtlichen Ereignissen. In La mort est mon métier (1952, deutsche Ausgabe 1957: Der Tod ist mein Beruf) beschäftigt sich Merle mit dem Leben des Rudolf Höß, der Kommandant des KZ Auschwitz war. Grundlage hierfür waren Verhörprotokolle. Der Roman wurde 1977 unter dem Titel „Aus einem deutschen Leben“ mit Götz George in der Hauptrolle von Theodor Kotulla verfilmt. Das Thema von Derrière la vitre (Hinter Glas) (1970) sind die Proteste an der Universität Paris-Nanterre während der Studentenunruhen 1968.
Der Roman Malevil beschreibt die Erlebnisse einer kleinen Gruppe von Menschen, die den Atomkrieg überleben, weil sie sich am „Tag X“, als die Bomben fallen, gerade im Weinkeller der Burg Malevil in Südfrankreich befinden. Da es keinen Fallout gibt, können die Menschen ihr Leben einigermaßen normal weiterführen, es kommt jedoch bald zu Konflikten mit anderen Überlebenden und zu Spannungen innerhalb der Gruppe. Die ersten technischen Geräte, die die Überlebenden aus eigener Kraft herstellen, sind deshalb ironischerweise Waffen.
In dem Science-Fiction-Roman Ein vernunftbegabtes Tier (Titel Aufbau-Verlag) bzw. Der Tag der Delphine (Titel Stahlberg- und Goldmann-Verlag) beschrieb er den Missbrauch von Delphinen für militärische Zwecke.
In Die geschützten Männer nimmt er das machistisch-patriarchalische Gesellschaftssystem und den extremen Feminismus gleichzeitig auf die Schippe. Eine Epidemie, die nur Männer befällt und diese tötet, es sei denn, sie sind kastriert, dezimiert die Anzahl der Männer erheblich. Die überlebenden Männer werden in speziellen Quarantänelagern gehalten, um das Überleben der Menschheit zu sichern. Bedingt durch diese Ereignisse tauschen Mann und Frau nicht nur ihre gesellschaftlichen Rollen, sondern auch ihre Verhaltensmuster.
Er schrieb eine Reihe historischer Romane und Reportagen.
- Wochenend in Zuidcoote – (Week-end à Zuydcoote, 1949)
- Der Tod ist mein Beruf (La mort est mon métier, 1957)
- Die Insel (1962)
- Moncada – Fidel Castros erste Schlacht (1965)
- Ein vernunftbegabtes Tier (Un animal doué de raison, 1967, Stahlberg- und Goldmann-Verlag: Der Tag der Delphine)
- Hinter Glas (Derrière la vitre, 1970)
- Malevil (1972)
- Die geschützten Männer (Les hommes protégés, 1974)
- Der Tag des Affen (Le propre de l'homme, 1989)
- Madrapour (1976)
- Nachtjäger (Le Jour ne se lève pas pour nous, 1986)
- Das Idol (1991)

In den späten 1960er und 1970er Jahren übersetzte der Schriftsteller Eduard Zak im Auftrag des DDR-deutschen Aufbau-Verlages mehrere von Merles Werken aus dem Französischen (Moncada: Fidel Castros 1. Schlacht; Die Insel; Ein vernunftbegabtes Tier; Malevil).
1977 begann Merle die erfolgreiche Saga „Fortune de France“, die mit Erscheinen des derzeit letzten Bandes 2003 in Frankreich 13 Bände umfasst (Band 14 blieb unvollendet). In ihr vermittelt er die Geschichte Frankreichs während der Religionskonflikte durch die Erlebnisse der Renaissance-Familie Siorac unter den französischen Königen Francois I. bis Ludwig XIV. Es ist einer der umfangreichsten historischen Romane der Gegenwartsliteratur und wurde von etwa sechs Millionen Menschen gelesen.
Im französischen Original erschienen die Bücher in der unten aufgelisteten – historisch korrekten – Reihenfolge. Der Aufbau-Verlag hatte zunächst nicht vor, die gesamte Serie ins Deutsche zu übersetzen, sondern mehrere Zäsuren vorzunehmen. Es waren wahrscheinlich die daraufhin massiven protestierenden wie bittenden Anfragen der Merle-Fans beim Aufbau-Verlag, die den Verlag dann umstimmten. So wurden einige Bände noch nachgeliefert, was dazu führte, dass die deutschen Buchversionen nicht in der historisch korrekten Reihenfolge der Handlung erschienen.
- Fortune de France („Fortune de France“). 7. Aufl., Aufbau-Verlag, Berlin 2003, ISBN 3-7466-1213-6.
- In unseren grünen Jahren („En nos vertes années“). 6. Aufl., Aufbau-Verlag, Berlin 2003, ISBN 3-7466-1214-4.
- Die gute Stadt Paris („Paris, ma bonne ville“). 6. Aufl., Aufbau-Verlag, Berlin 1999, ISBN 3-7466-1215-2.
- Noch immer schwelt die Glut („Le prince que voilà“). Aufbau-Verlag, Berlin 2003, ISBN 3-7466-1207-1.
- Paris ist eine Messe wert („La violente amour“). 2. Aufl., Aufbau-Verlag, Berlin 2004, ISBN 3-7466-1208-X.
- Der Tag bricht an („La pique du jour“). 2. Aufl., Aufbau-Verlag, Berlin 2007, ISBN 3-7466-1209-8.
- Der wilde Tanz der Seidenröcke („La volte des vertugadins“). 4. Aufl., Aufbau-Verlag, Berlin 2001, ISBN 3-7466-1216-0.
- Das Königskind („L'enfant roi“). 4. Aufl., Aufbau-Verlag, Berlin 2002, ISBN 3-7466-1217-9.
- Die Rosen des Lebens („Les roses de la vie“). 3. Aufl., Aufbau-Verlag, Berlin 2003, ISBN 3-7466-1218-7.
- Lilie und Purpur („Le lys et la poupre“). 1. Aufl., Aufbau-Verlag, Berlin 2002, ISBN 3-7466-1219-5.
- Ein Kardinal vor La Rochelle („La gloire et les périls“). 2. Aufl., Aufbau-Verlag, Berlin 2002, ISBN 3-7466-1226-8.
- Die Rache der Königin („Complots et cabales“). Aufbau-Verlag, Berlin 2007, ISBN 3-7466-1226-8.
- Der König ist tot („Le glaive et les amours“). Aufbau-Verlag, Berlin 2008, ISBN 978-3-7466-1227-0.

## Filmografie
Drehbuch
- 1987: Insel der Meuterer, alternativer Titel „Insel der Gesetzlosen“ (L'île)

Literarische Vorlage
- 1964: Dünkirchen, 2. Juni 1940 (Week-end à Zuydcoote)
- 1973: Der Tag des Delphins (The Day of the Dolphin)
- 1977: Aus einem deutschen Leben (La mort est mon métier, dt. Der Tod ist mein Beruf)
- 1981: Malevil (Malevil)

## Auszeichnung
Merle war zuerst mit dem begehrten Literaturpreis Prix Goncourt für seinen Roman Weekend à Zuydcoote (1949) (Deutsche Ausgabe 1950: „Wochenend in Zuitcoote“) bekannt geworden, der von seiner Zeit in deutscher Kriegsgefangenschaft im Zweiten Weltkrieg inspiriert war.
Im Jahre 1973 gewann er den John W. Campbell Memorial Award für seinen Roman Malevil.